# Moweaqua
Moweaqua és una població dels Estats Units a l'estat d'Illinois. Segons el cens del 2000 tenia 1.923 habitants.

## Demografia
Segons el cens del 2000, Moweaqua tenia 1.923 habitants, 772 habitatges, i 541 famílies. La densitat de població era de 662,9 habitants/km².
Dels 772 habitatges en un 32,4% hi vivien nens de menys de 18 anys, en un 58,9% hi vivien parelles casades, en un 8,9% dones solteres, i en un 29,9% no eren unitats familiars. En el 27,7% dels habitatges hi vivien persones soles el 15,4% de les quals corresponia a persones de 65 anys o més que vivien soles. El nombre mitjà de persones vivint en cada habitatge era de 2,38 i el nombre mitjà de persones que vivien en cada família era de 2,9.
Per edats la població es repartia de la següent manera: un 23,9% tenia menys de 18 anys, un 7,5% entre 18 i 24, un 24,8% entre 25 i 44, un 21,7% de 45 a 60 i un 22,2% 65 anys o més.
L'edat mediana era de 41 anys. Per cada 100 dones de 18 o més anys hi havia 80,1 homes.
La renda mediana per habitatge era de 40.114 $ i la renda mediana per família de 48.750 $. Els homes tenien una renda mediana de 38.750 $ mentre que les dones 21.974 $. La renda per capita de la població era de 18.195 $. Aproximadament el 7,3% de les famílies i l'11,9% de la població estaven per davall del llindar de pobresa.

## Poblacions més properes
El següent diagrama mostra les poblacions més properes.